# Collybia
Genre
Collybia (les collybies), est un genre de champignons basidiomycètes de la famille des tricholomatacées.
Leur nom a été tiré du grec kollubos désignant une petite pièce de monnaie, sans doute en raison de la minceur de leur chair, souvent en galette.
Les espèces les plus courantes sont :
- Collybia butyracea - la collybie savonneuse, actuellement Rhodocollybia butyracea
- Collybia butyracea var. asema - la collybie beurrée
- Collybia confusa
- Collybia conigena - la collybie queue de souris, actuellement Baeospora myosura
- Collybia distorta
- Collybia dryophila - la collybie des chênes
- Collybia fusipes - la collybie à pied en fuseau ou souchette, actuellement Gymnopus fusipes
- Collybia maculata
- Collybia fuscopurpurea

quoique certaines se retrouvent parfois débaptisées en Baeospora, Gymnopus ou Rhodocollybia. Dans le passé, le genre avait déjà été dépouillé au profit d'Oudemansiella et Flammulina.

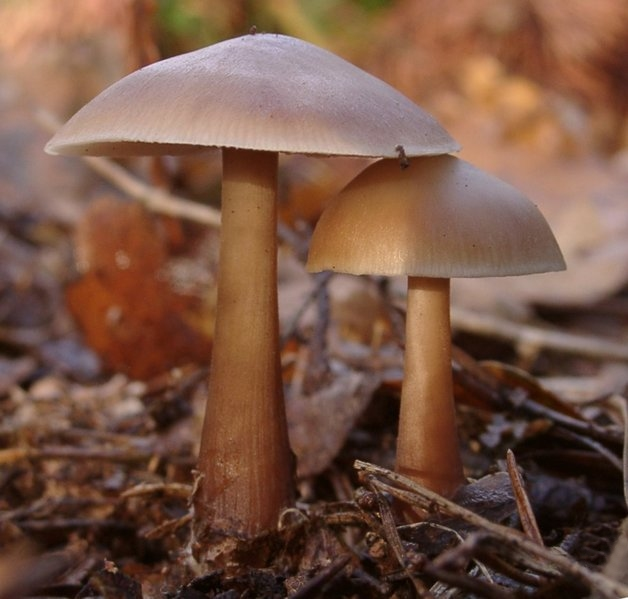
Collybie savonneuse

## Liste des espèces
- Collybia caldarii
- Collybia cirrhata
- Collybia cockaynei
- Collybia cookei
- Collybia dorotheae
- Collybia drucei
- Collybia incarnata
- Collybia inodora
- Collybia kidsonii
- Collybia laccatina
- Collybia luxurians
- Collybia multijuga
- Collybia nephelodes
- Collybia nummularia
- Collybia ozes
- Collybia purpureogrisea
- Collybia semiusta
- Collybia tuberosa
- Collybia vinacea